# 수마트라가시쥐
수마트라가시쥐(Maxomys hylomyoides)는 쥐과에 속하는 설치류의 일종이다. 인도네시아에서만 발견된다.

## 특징
꼬리 길이 98~132mm를 제외한 몸길이가 114~132mm인 작은 설치류로 발 길이는 17~19mm이고 귀 길이는 28~31mm이다. 털은 길고 부드럽다.

## 생태
땅 위에서 주로 생활하는 육상성 동물이다.

## 분포 및 서식지
수마트라섬 중부와 서부 산악 지대 토착종이다. 일차림과 이끼숲에서 발견되고 해발 2,225m 이하의 아고산 지대와 덤불숲에서도 서식하는 것으로 추정된다.